# Leiomiosarcoma
Leiomiosarcoma (o "tumore del tessuto connettivo muscolare liscio"), chiamato anche LMS, è un tumore maligno del tessuto muscolare liscio. Non si deve confondere con il leiomioma, che è un tumore benigno originatosi dallo stesso tipo di tessuto.
Il leiomiosarcoma è un cancro relativamente raro, si stima che sia il 5–10% di tutti i sarcomi dei tessuti molli, che sono a loro volta relativamente rari. I leiomiosarcomi possono essere molto imprevedibili. Possono rimanere dormienti per lungo periodo di tempo e poi ripresentarsi dopo anni. È un cancro resistente, in quanto generalmente non risponde a radioterapia o a chemioterapia. I migliori risultati ci sono quando può essere rimosso chirurgicamente con ampi margini di resezione, anche se piccolo e ancora in situ.

## Localizzazione
Le cellule del muscolo liscio costituiscono il muscolo involontario, che si può trovare in molte parti del corpo umano, tra cui utero, stomaco, intestino, pareti di tutti i vasi sanguigni, pelle. È perciò possibile che i leiomiosarcomi si formino in ogni parte del corpo (comprese le mammelle). Può essere trovato comunemente anche nell'utero, stomaco, piccolo intestino e retroperitoneo.
Il leiomiosarcoma uterino deriva dal muscolo liscio nello strato muscolare dell'utero. Il leiomiosarcoma cutaneo deriva dai muscoli piloerettori nella pelle. Il leiomiosarcoma gastrointestinale potrebbe derivare dal muscolo liscio presente nel tratto gastrointestinale o, in alternativa, anche da un vaso sanguineo. I leiomiosarcomi della maggior parte degli altri siti primari retroperitoneali (nell'addome, dietro l'intestino), tronchi, organi addominali, etc.— si sviluppano dallo strato muscolare di un vaso sanguineo (la tonaca media). Così un leiomiosarcoma può avere una sede primaria di origine dovunque ci sia un vaso sanguineo nel corpo.
Macroscopicamente i tumori hanno aspetto emorragico e morbido e microscopicamente segnati da pleomorfismo, abbondanti (15-30 al 10 campi a forte ingrandimento) figure mitotiche atipiche, e la necrosi coagulativa delle cellule tumorali.

## Trattamento
La terapia è esclusivamente chirurgica, con buona prognosi per le forme superficiali, che di solito sono di piccole dimensioni. Sono più problematiche le forme profonde e retroperitoneali che risultano perciò difficili da asportare e danno metastasi a distanza. Se i margini chirurgici del tumore sono stretti o poco chiari è stato dimostrato che la chemioterapia o radioterapia dia chiari benefici per la sopravvivenza.
I leiomiosarcomi di origine uterina rispondono spesso, ma non sempre, a trattamenti ormonali.